# Rosalia Guilleumas i Brosa
Rosalia Guilleumas i Brosa (Barcelona, 23 de maig de 1924 - ídem, 29 d'agost de 2007) fou una bibliotecària, filòloga, lul·lista i directora de l'Escola de Bibliologia entre el 1973 i 1982, de la Biblioteca de Catalunya, del Servei de Biblioteques de la Diputació i de la Biblioteca de la Universitat de Barcelona. També destacà per les seves recerques en filologia catalana, especialment sobre Ramon Llull i Jacint Verdaguer. Es casà el 1959 amb Jordi Rubió i Balaguer.

## Trajectòria

### Gestió i cerca de reconeixement per a l'Escola de Bibliotecàries
Tal com expliquen Assumpció Estivill i Carme Mayol, Rosalia Guilleumas va ser nomenada l'any 1973 directora d'Escola de Bibliotecàries. Va ser la primera direcció femenina d'aquesta escola femenina la que li va donar el tomb definitiu per convertir-la en uns estudis de nivell universitari. En el curs següent, l'Escola començà a acceptar alumnat masculí, adoptà el nom d'Escola de Bibliologia amb un pla d'estudis actualitzat i començà les negociacions per al reconeixement oficial dels estudis i per a la seva integració a la Universitat de Barcelona.
Des del mateix 1973 s'iniciaren un seguit d'informes, reunions, negociacions i cerca d'aliats. No va ser senzill, perquè l'oposició venia de molts fronts, i el mateix Cuerpo Facultativo de Archiveros, Bibliotecarios y Arqueólogos no tenia una posició unànime respecte a l'oficialitat dels ensenyaments i a la manera de dur-la a terme. A sobre, a Catalunya també hi havia discrepàncies sobre quin havia de ser el futur dels estudis i, sobretot, de l'Escola i no pas pel col·lectiu de bibliotecàries, que ho tenia molt clar. En aquest sentit, cap a la meitat dels anys setanta va causar molt de rebombori entre les professionals una carta signada per una sèrie d'intel·lectuals; s'oposaven a la integració de l'Escola a la universitat estatal i reivindicaven que l'Escola romangués sota la tutela de la Diputació de Barcelona i, en tot cas, adscrita però mai integrada, a la Universitat de Barcelona. La polèmica carta estava encapçalada per Jordi Rubió i Balaguer (espòs de Rosalia Guilleumas i antic director de l'Escola), i la signaven Pere Bohigas, Miquel Coll i Alentorn, Joaquim Molas, Salvador Espriu, Josep Maria Ainaud de Lasarte, Rafael Jiménez de Parga, Josep Trueta, Josep Benet, el pare Marc Taxonera i l'abat de Montserrat, entre d'altres. A Jordi Rubió i Balaguer se li reconegué tota la tasca que va fer per professionalitzar l'Escola durant els anys trenta, així com la seva labor intensa al capdavant de la Biblioteca de Catalunya i de les biblioteques populars. Nogensmenys, la seva visió de l'Escola no passà de ser la d'un centre que havia de formar personal eficient, però amb categoria d'auxiliar, amb capacitats de decisió molt restringides i sense responsabilitats de gestió.
Finalment, el 1978 es va publicar el decret de creació dels estudis. Les directrius oficials dels ensenyaments encara van trigar, i no es van fer públiques fins al 1981. L'any següent, l'Escola es convertí en la primera escola universitària de l'Estat, un èxit sobretot atribuïble a Rosalia Guilleumas, ja que en teoria la creació d'un ensenyament nou havia de fer-se en el si de la Universitat i no en una escola que administrativament en restava al marge. Tal com havien reclamat els intel·lectuals catalans, l'Escola quedà adscrita a la Universitat de Barcelona per als efectes acadèmics, i va romandre sota la tutela de la Diputació de Barcelona per a tots els altres. Aquesta adscripció inicial va ser la causa d'un procés llarg i dificultós d'integració a la universitat, atès que les circumstàncies polítiques dels anys vuitanta i noranta no afavoriren els traspassos de competències i d'institucions entre les administracions. Per aquesta raó, la integració formal del centre a la Universitat de Barcelona no es produí fins al gener de 1999.

### Altres funcions de direcció bibliotecària i recerca filològica
A més de la seva tasca a l'Escola de Bibliotecàries, Rosalia Guilleumas i Brosa va compaginar aquella feina amb la direcció de les més importants biblioteques del país. Entre el 1970 i el 1980, dirigí la Biblioteca Provincial i Universitària de la Universitat de Barcelona i, a més, entre el 1973 i 1982, dirigí també Biblioteca de Catalunya i fins i tot el Servei de Biblioteques de la Diputació de Barcelona. Per altra banda, l'any 1972 publicà l'obra Qué es y qué puede ser la Biblioteca Provincial y Universitaria de Barcelona (traduïble a 'Què és i què pot ser la Biblioteca Provincial i Universitària de Barcelona'), en la qual plantejà les bases de la modernització de la biblioteca, d'acord amb el que es feia en països més avançats.
En l'àmbit de l'estudi acadèmic, per altra banda, escrigué diverses obres sobre la història de la literatura catalana, especialment com a lul·lista i sobre l'obra del poeta Jacint Verdaguer i Santaló. Les més destacades foren: 
- Ramon Llull en l'obra de Jacint Verdaguer (1953)
- Deu anys de publicacions verdaguerianes, 1945-1954 (1957)
- La llengua catalana segons Antoni Rubió i Lluch (1957)
- Notes sobre les edicions gramaticals erasmianes de Barcelona al segle XVI (1967)
- Notes sobre la tradició manuscrita i impresa del llibre d'Amic e Amat de Ramon Llull (1962-1967)
- Troballa de les tres últimes obres de mossèn Cinto Verdaguer (1977)